# Riv denna mur!

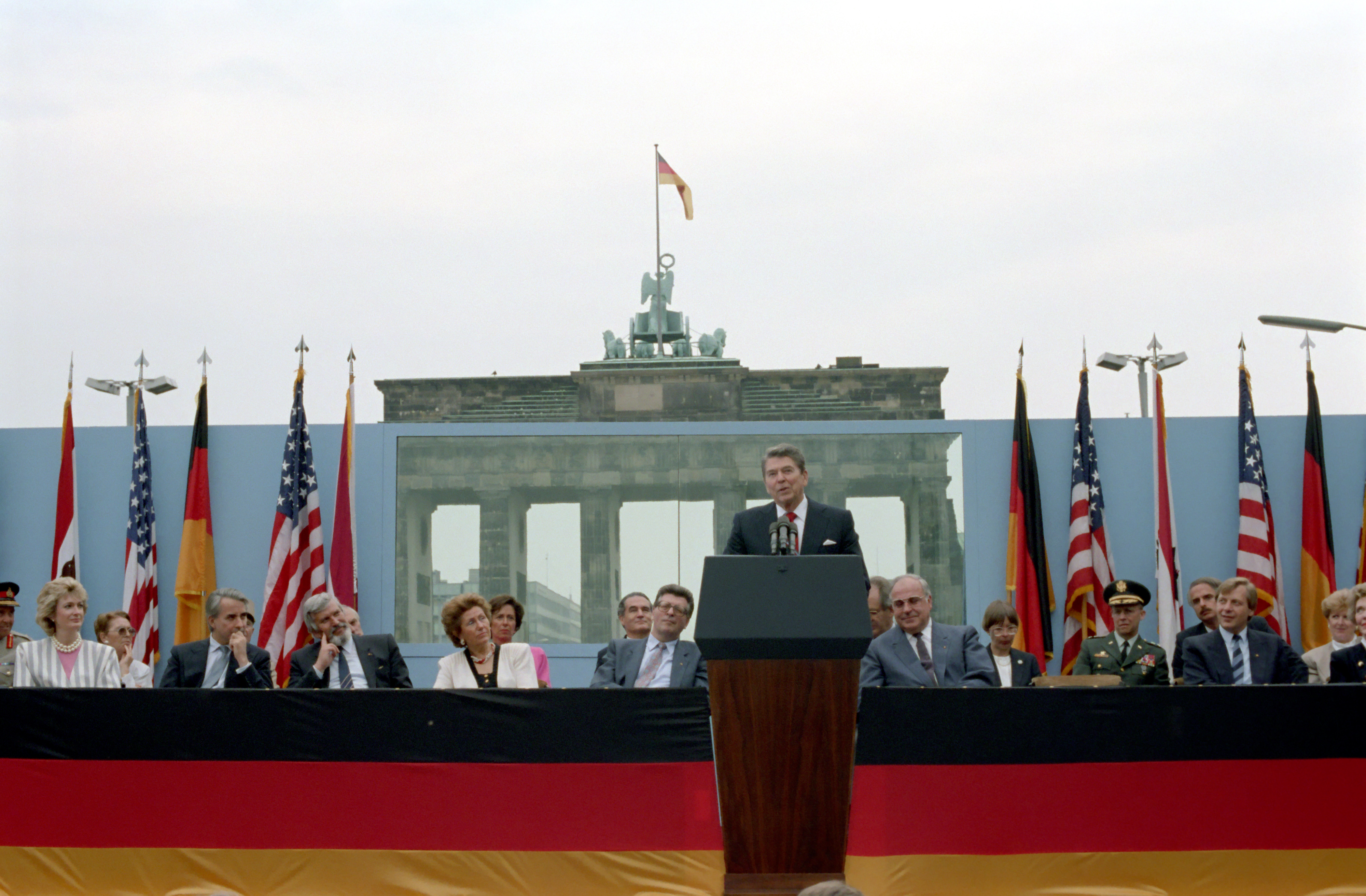
Talet hölls med Brandenburger Tor som fond.

"Riv denna mur!" (engelska: Tear down this wall!) är ett politiskt tal av USA:s president Ronald Reagan som han höll i Västberlin den 12 juni 1987. Talet inföll i samband med Berlins 750-årsjubileum. I talet uppmanas Sovjetunionens ledare Michail Gorbatjov att riva Berlinmuren som delade Berlin i en västtysk och en östtysk del och var en symbol för Kalla kriget och uppmaningen gav sedermera talet sitt namn.

## Talets tillkomst och namn
Talet har fått sitt namn från en passus i talet där Sovjetunionens ledare uppmanas att "riva muren":
"General Secretary Gorbachev, if you seek peace, if you seek prosperity for the Soviet Union and Eastern Europe, if you seek liberalization: Come here to this gate! Mr. Gorbachev, open this gate! Mr. Gorbachev, tear down this wall!", i svensk översättning: ungefär "Generalsekreterare Gorbatjov, om ni söker fred, om ni eftersträvar välstånd för Sovjetunionen och Östeuropa, om ni eftersträvar liberalisering: Kom till denna port! Herr Gorbatjov, öppna denna port! Herr Gorbatjov, riv denna mur!"
Huvudförfattare till talet var Reagans talskrivare Peter Robinson, han reste till Västberlin med en grupp som skulle förbereda presidentens besök där. Bland annat besökte de platsen för talet, den före detta stadsporten Brandenburger Tor, som blivit ett monument i centrala Berlin och efter andra världskriget hamnat i ingenmansland omsluten av Berlinmuren.
Han sökte också information och inspiration till talet genom diskutera med amerikanska företrädare, han upplevde att de gjorde klart att muren var något som inte borde adresseras, dels för tyskarnas skull och att de var vana vi muren, men också av diplomatiska skäl. Han åt en middag med en grupp tyskar, där värdparet var ett tyskt par som bott i Washington länge men nyligen flyttat tillbaks, och de bjöd in den lokala rotaryföreningen. Han frågade om muren och medan värdinnan, Ingeborg Elz, berättade om besvären att resa ut ur Västberlin tyckte han att muren fortfarande hade stor betydelse för tyskarna. I Sovjetunionen hade perestrojka inletts, som innebar reformer som kontrollerat skulle närma den sovjetiska staten mot demokrati och marknadsekonomi. Ingeborg Elz nämnde att om Gorbatjov menade allvar med reformerna skulle han få bort muren och öppna Brandenburger Tor, vilket Peter Robinson antecknade och var den direkta inspirationen till passusen. Från middagen kom också andra delar av talet, till exempel en hänvisning till Marlene Dietrich låt Ich hab' noch einen Koffer in Berlin ungefär "Jag har fortfarande min resväska i Berlin" och slangordet "Berliner Schnauze" som används om berlinare.
När talet granskades ville delar ur Reaganadministrationen och nationella säkerhetsrådet plocka bort passusen, för att inte vara för aggressiva mot Sovjetunionen, när de nu hade påbörjat en reform. Robinson hade stöd av sin chef och raderna fick Ronald Reagans gillande och han beslöt att behålla dem. Amerikanska ambassadören delar inte riktigt talskrivaren Peter Robinsons bild, utan menar att även om Robinson var talskrivare hade ambassaden gjort ett utkast till ett tal, som hade liknande ordalydelse, och att även det utkastet behandlades av administrationen.

## Mottagande och senare betydelse
Talet hölls med Brandunder Tor i fonden under pågående nedrustningsförhandlingar med Sovjet. Platsen var bland annat vald så att det skulle höras in i Östberlin. Talet kritiserades framförallt för att vara onödigt konfrontativt, inte minst med tanke på förhandlingarna och att Sovjetunionen sedan ett par år börjat släppa Brezjnevdoktrinens anspråk på att styra allierade länders politik. På det stora hela fick det ganska lite uppmärksamhet, inklusive raderna om att riva muren och när det behandlades fick det ganska ljum kritik och det lades ingen större vikt vid själva uppmaningen. Pressen i Österuropa menade att talet var krigshetsande, men Gorbatjov har i efterhand berättat att han såg talet som en del av USA:s Kalla kriget retorik, och tyckte inte det var några konstigheter. När sedan muren föll två år senare, så var skeendet mycket snabbare än vad någon underrättelsetjänst föreställt sig och George H.W. Bush hade varit president i nästan ett år.
Efter murens fall plockades talet upp på ett annat sätt och uppmärksamheten fick en närmast profetisk prägel och kopplas samman med murens fall två år senare. Talet betraktades som ett tydligt exempel på hur Ronald Reagan satte hårt mot hårt mot Sovjetunionen och det har betraktats som ett av Reagans mest betydelsefulla och en markör för början på Kalla krigets slut. Även om det inte finns någon direkt koppling mellan murens fall och talet, kan det ha skapat visionen att muren måste bort för att det ska kunna bli avspänning och avslutning av Kalla kriget och varit moraliskt stöd till demokratirörelsen Östtyskland.
Berlinmuren föll den 9 november 1989, och det följdes i sin tur av Tysklands återförening den 3 oktober 1990 och Sovjetunionens upplösning den 25 december 1991, vilket markerar slutet på det Kalla kriget.

## Minnesmärken
Berlinmuren var en tydlig symbol för Kalla kriget och en bit av muren sattes upp på Reagans presidentbibliotek, Ronald Reagan Presidential Library. Ronald Reagan blev hedersmedborgare i Berlin 9 november 1992, på treårsdagen av murens fall, tillsammans med Gorbatjov och den dåvarande västtyske rikskanslern Helmut Kohl. Stiftelsen Ronald Reagan Presidental Foundation and Institute har länge velat resa en staty i Berlin över Ronald Reagan, men inte fått tillstånd. I november 2019 invigdes en staty av Ronald Reagan på en terrass på amerikanska ambassaden som har utsikt över platsen där talet hölls.